# حرب البوير (فلم)
حرب البوير (بالإنجليزية: The Boer War) هو فيلم أمريكي صامت من إنتاج عام 1914، ويحكي الفيلم عن حرب البوير الثانية والتي دارت بين ين الإمبراطورية البريطانية وجمهوريتي البوير.

## روابط خارجية
- مقالات تستعمل روابط فنية بلا صلة مع ويكي بيانات